# Dichaea powellii
Dichaea powellii är en orkidéart som beskrevs av Rudolf Schlechter. Dichaea powellii ingår i släktet Dichaea och familjen orkidéer. Inga underarter finns listade i Catalogue of Life.